# باريس تورز 1984
باريس تورز 1984 هو سباق دراجات هوائية، وهو الموسم رقم 78 من باريس تورز، وأقيم في 7 أكتوبر 1984.
فاز بالمركز الأول شون كيلي، وبالمركز الثاني ستيفن روكس، وبالمركز الثالث Bruno Wojtinek ‏.

## الفائزون
| الترتيب | الفائز          |
| ------- | --------------- |
| الفائز  | شون كيلي        |
| الثاني  | ستيفن روكس      |
| الثالث  | Bruno Wojtinek ‏ |